# Патриотизъм
Родолюбие пренасочва насам.  За организацията в Украйна вижте Родолюбие (организация).
Патриотизъм (на гръцки: πατριώτης – съотечественик, πατρίς – отечество) означава любов, обич към родината и желание за опазването ѝ. Възхищение от националните постижения, привързаност към родната земя, език и традиции. Патриотизмът на дело означава безкористна и всеотдайна работа за въздигане на народа и родината. Патриотизмът обаче в някои случаи се слива с национализма.
Патриотизмът се използва за създаване на национална гордост, като се акцентира върху постиженията на нацията в миналото и настоящето, отбелязват се с чествания значими събития от историята и се осъществяват дейности за сплотяване на националния дух.

## Други
На патриотите е наречена улица във вилна зона „Горна баня“ (Карта), на любородието в квартал „Надежда I“ (Карта), а на родолюбието в квартал „Бенковски“ (Карта) в София.